# Medal Thomasa Kellera
Medal Thomasa Kellera – wyróżnienie przyznawane wioślarzom przez Międzynarodową Federację Wioślarską (FISA) w uznaniu wybitnych zasług sportowych.
Medal jest przyznawany wyłącznie wioślarzom, którzy już zakończyli karierę. Nazwany został od imienia Thomasa Kellera, prezesa FISA w latach 1958-1989.

## Laureaci
- 1990 – Alf Hansen (Norwegia)
- 1991 – Thomas Greiner (NRD/Niemcy)
- 1994 – Jurij Pimienow (ZSRR/Rosja)
- 1996 – Francesco Esposito (Włochy), Nikołaj Pimienow (ZSRR/Rosja), Rolf Thorsen (Norwegia)
- 1997 – Giuseppe Abbagnale (Włochy), Carmine Abbagnale (Włochy), Jana Sorgers (NRD/Niemcy), Thomas Lange (NRD/Niemcy)
- 1998 – Kerstin Köppen (NRD/Niemcy), Roland Baar (Niemcy)
- 1999 – Silken Laumann (Kanada), Kathleen Heddle (Kanada)
- 2001 – Steve Redgrave (Wielka Brytania)
- 2002 – Marnie McBean (Kanada)
- 2003 – Peter Antonie (Australia)
- 2004 – Nico Rienks (Holandia)
- 2005 – Matthew Pinsent (Wielka Brytania)
- 2006 – Agostino Abbagnale (Włochy)
- 2007 – Mike McKay (Australia)
- 2008 – Elisabeta Lipă (Rumunia)
- 2009 – Kathrin Boron (Niemcy)
- 2010 – James Tomkins (Australia)
- 2011 – Jüri Jaanson (Estonia)
- 2012 – Václav Chalupa (Czechosłowacja/Czechy)
- 2013 – Eskild Ebbesen (Dania)
- 2014 – Drew Ginn (Australia)
- 2015 – Iztok Čop (Słowenia)
- 2016 – Caroline Evers-Swindell i Georgina Evers-Swindell (Nowa Zelandia)
- 2017 – Katherine Grainger (Wielka Brytania)
- 2018 – Eric Murray i Hamish Bond (Nowa Zelandia)
- 2019 – Kimberley Brennan (Australia)
- 2020 – nagrody nie przyznano
- 2021 – Olaf Tufte (Norwegia)
- 2022 – Mahe Drysdale (Nowa Zelandia)
- 2023 – Caryn Davies (Stany Zjednoczone)
- 2024 – Richard Schmidt (Niemcy)